# Cefisódoto, o Jovem

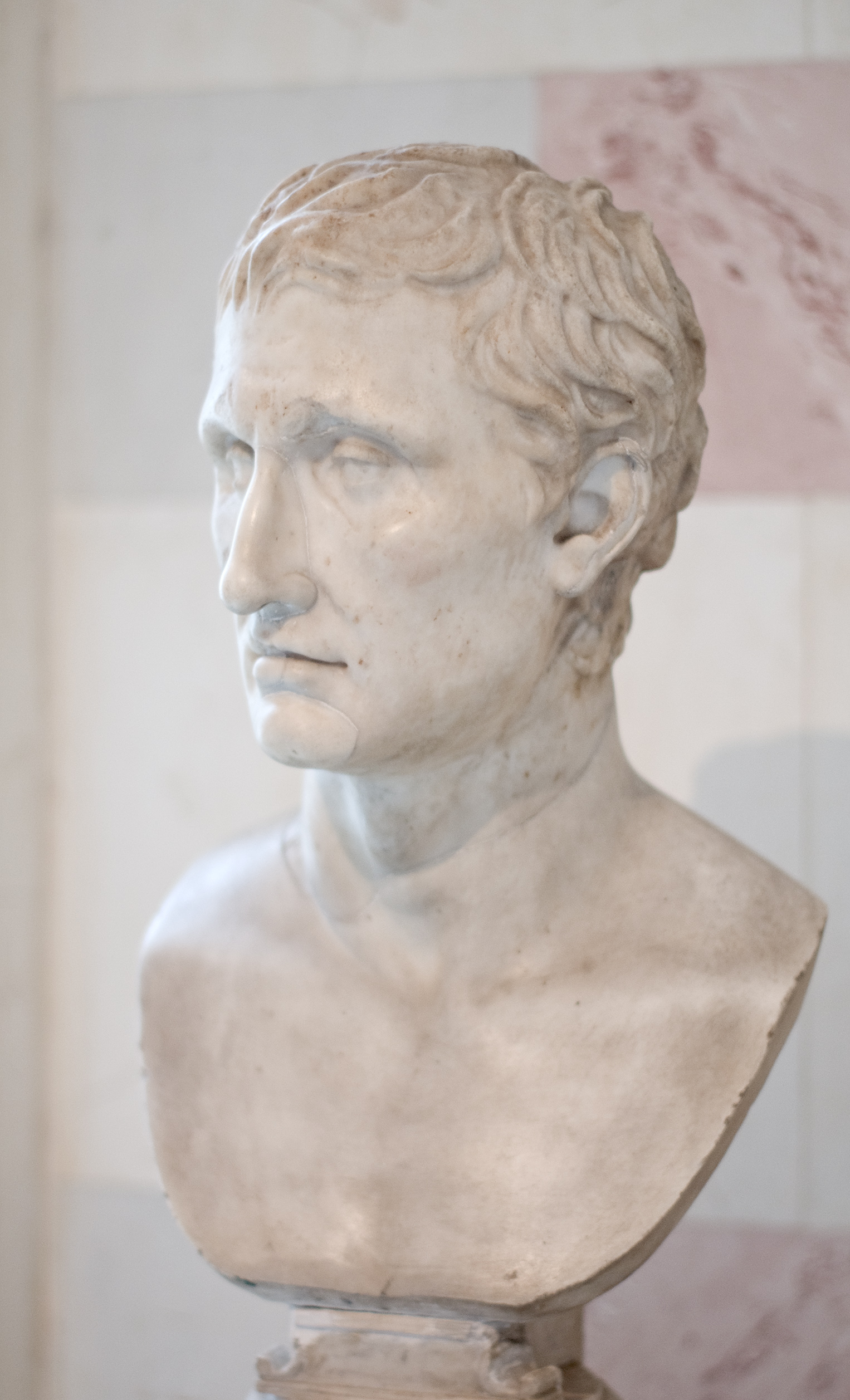
Retrato de Menandro, cópia romana.

Cefisódoto, o Jovem (Atenas, c. 365 a.C. — c. 290 a.C.) foi um político e escultor da Grécia Antiga.
Filho de Praxíteles, com o pai aprendeu sua técnica. Sua obra só é conhecida através de cópias. Deve ter iniciado suas atividades em torno de 334 a.C., em torno de 341 a.C. já possuía um atelier próprio, e em torno de 315 começou uma colaboração mais ou menos estável com seu irmão Timarco.
Foi um mestre popular em seu tempo, especialista em retratos. Membro de uma família rica, ele próprio fez grande clientela, podendo participar do financiamento de guerras. Recebeu importantes encomendas do governo ateniense e foi ativo também na política, ocupando o cargo de trierarca em seis mandatos.
Na segunda metade da vida sua fama extrapolava a Ática, recebendo encomendas de Trozena, Megara, Tebas e Cós. Seu apogeu ocorreu nos anos de 296-293, quando realizou estátuas para o santuário de Asclépio em Cós. Sua última obra importante registrada foi um retrato do poeta Menandro.
Embora seu forte tenham sido os retratos, são-lhe atribuídas outras imagens que foram mais tarde muito copiadas, destacando-se os protótipos das tipologias do Asclépio de Elêusis, do Dionísio de Woburn Abbey, da Ártemis Larnaka, da Ártemis de Malta e da Vênus Capitolina; a figura de Leto em um relevo representando a tríade apolínea encontrado em Sorrento, e o grupo de Sileno e Hermafrodito de Pérgamo. Seu estilo faz o caminho de transição do Baixo Classicismo para a eclética escultura helenística. Segundo Antonio Corso, embora sua produção seja qualificada, mostra uma forte dependência da obra paterna, carecendo de uma personalidade criativa forte e definida, mas sua trajetória e legado foram pouco estudados.